# المتحف الأمريكي للتاريخ الطبيعي
المتحف الأمريكي للتاريخ الطبيعي متحف يقع في مانهاتن،نيويورك، تحديداً في سنترال بارك، يعتبر من أكبر المتاحف في العالم، هو عبارة عن 72 مبنى متصل، يعرض به ما يزيد عن 32 مليون عينة من الإنسان، الحيوان، النباتات، الأحافير والصخور، مساحته 150,000م2 ويعمل به 225 عالم. افتتح المتحف في العام 1869، ويعرض التاريخ الطبيعي للأرض من فترة ما قبل التاريخ إلى يومنا هذا.

## معرض صور

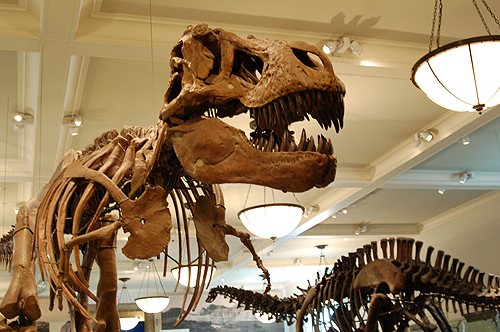
قسم ديناصورات من نوع سحليات الورك
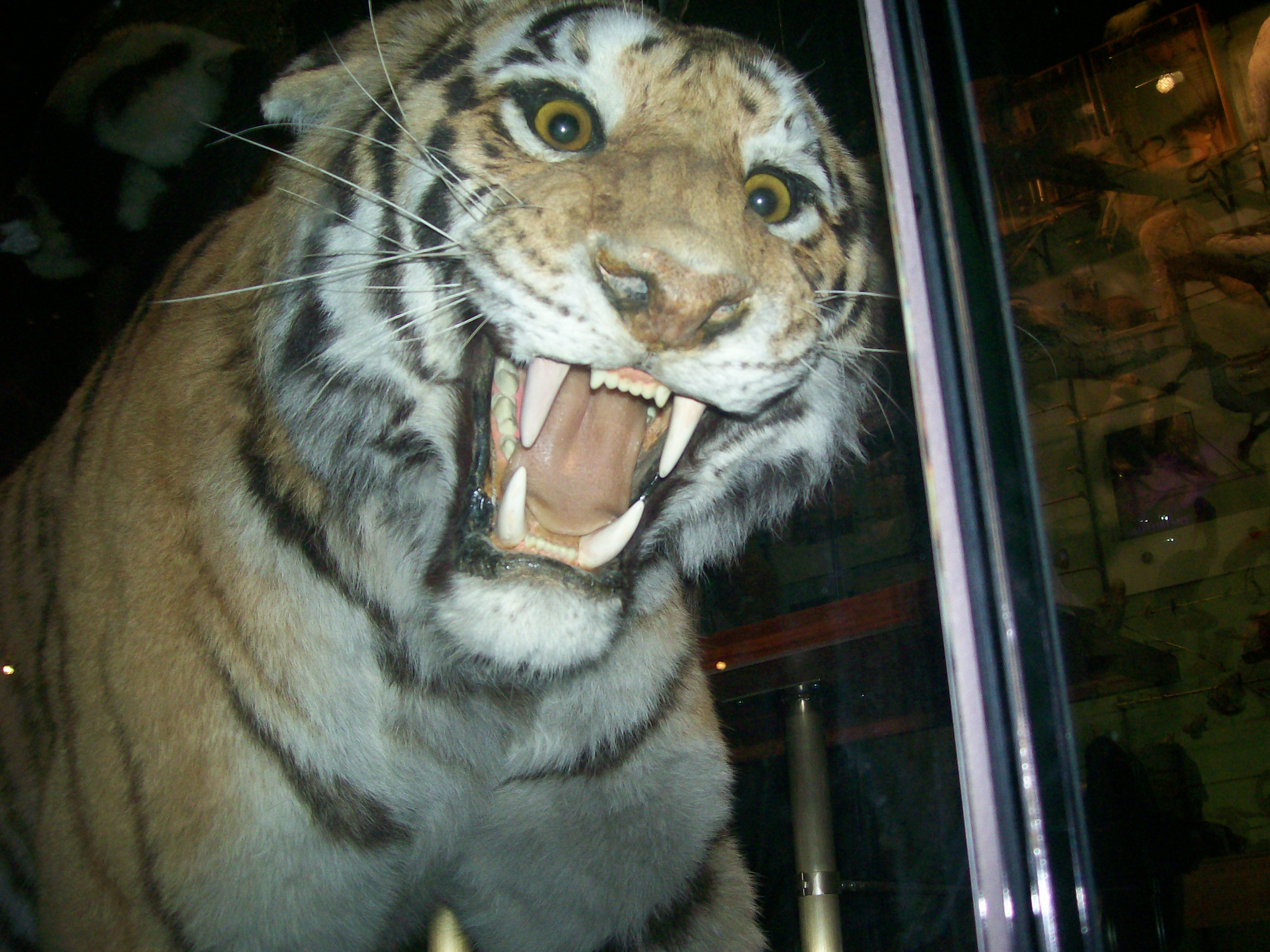
ببر بنغالي في المتحف
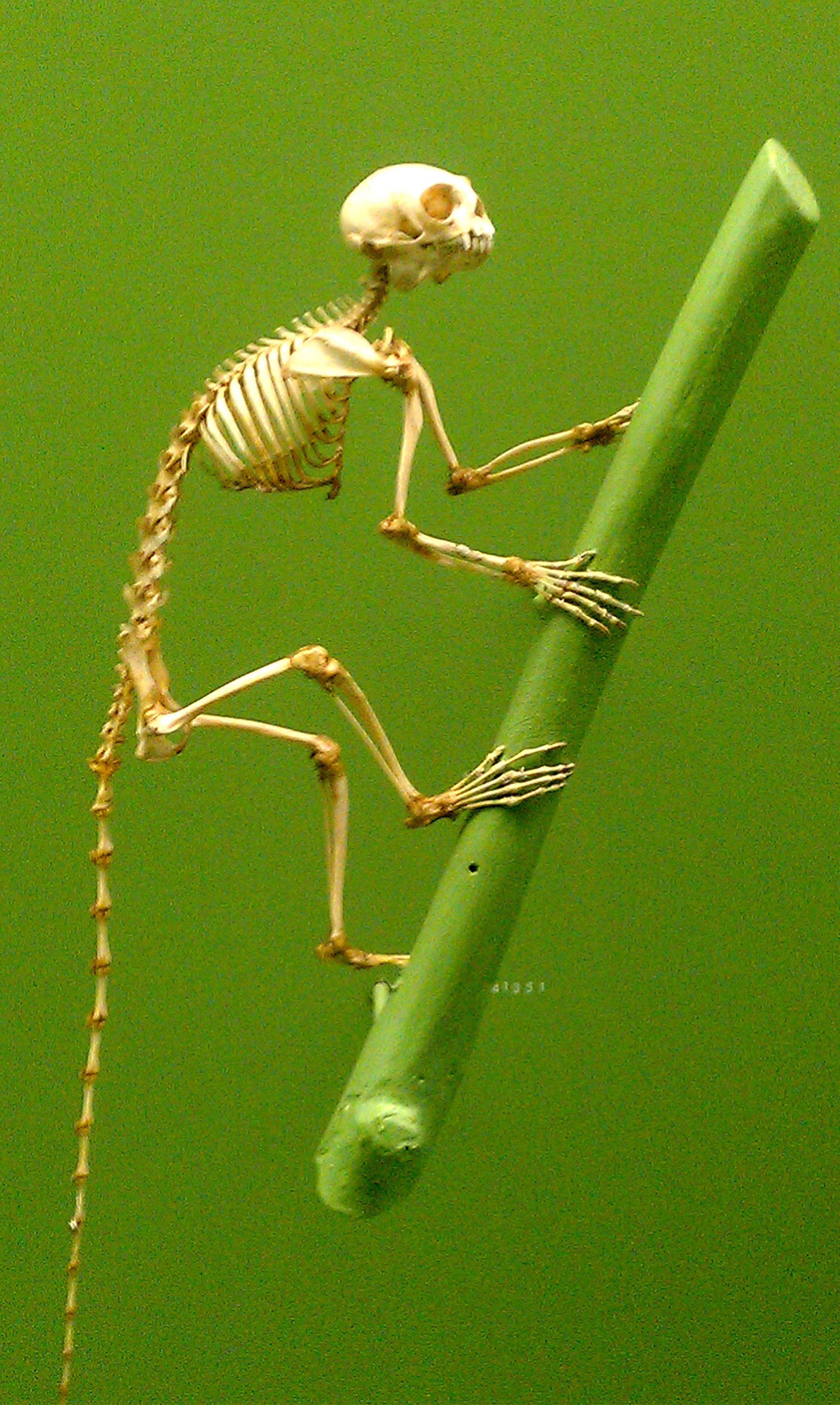
صالة القرود
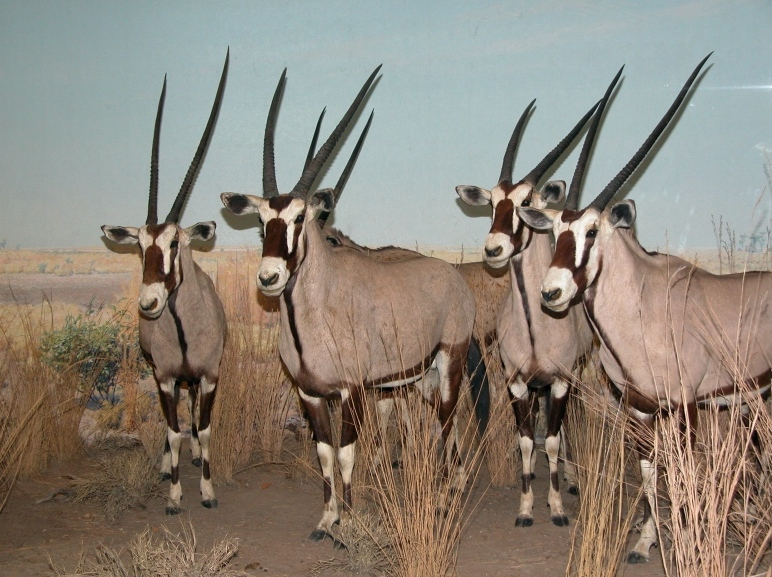
من قاعة الثدييات الأفريقية
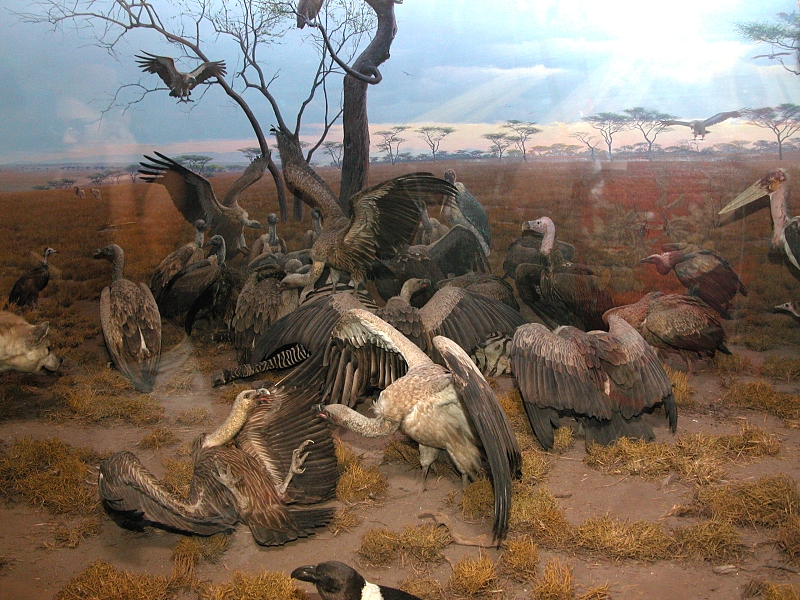
من قاعة الثدييات الأفريقية
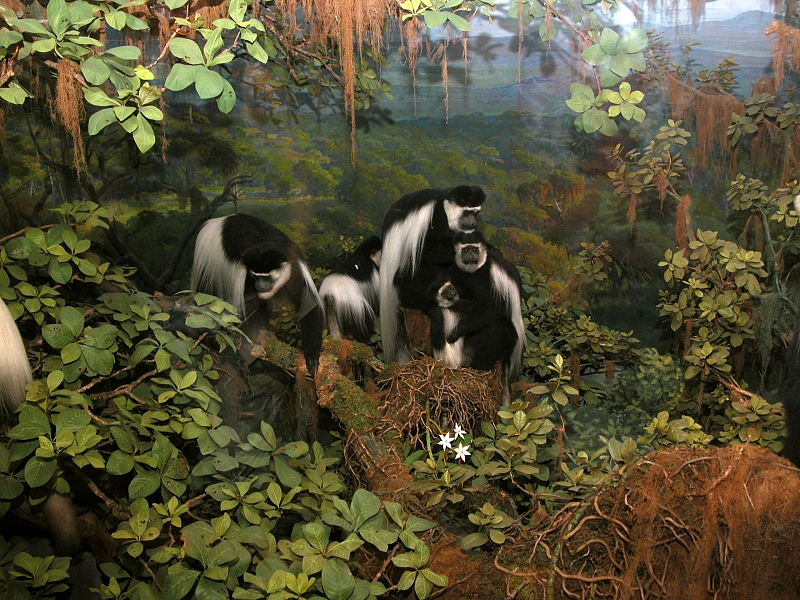
من قاعة الثدييات الأفريقية
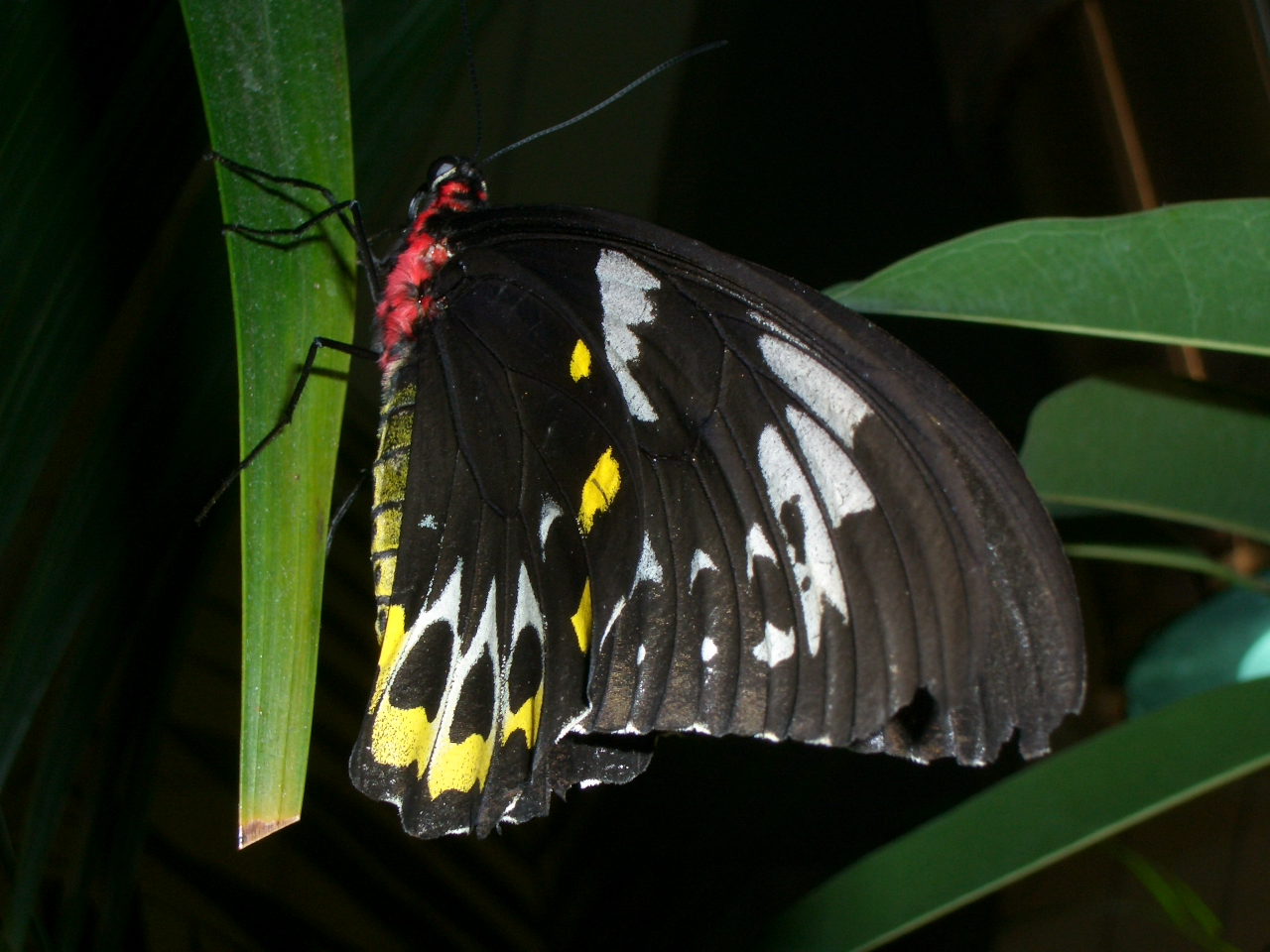
إحدى الفراشات
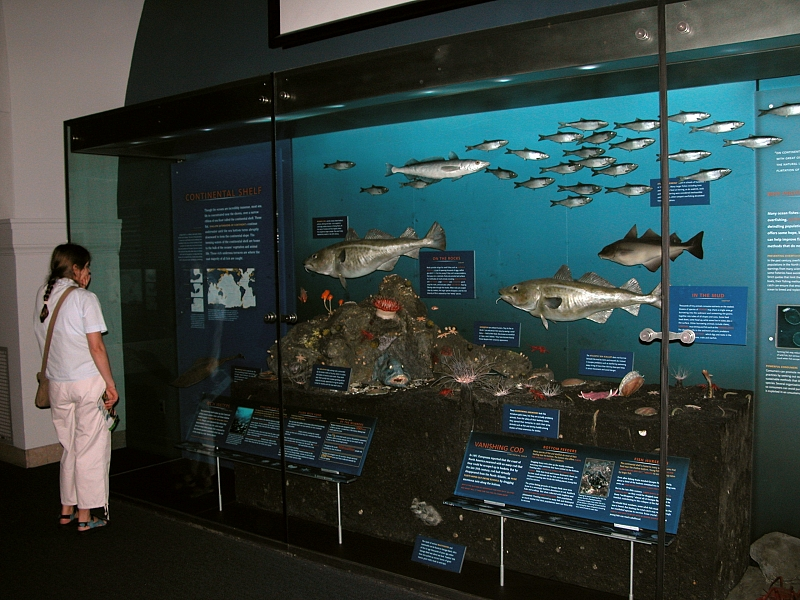
الحياة في المحيط
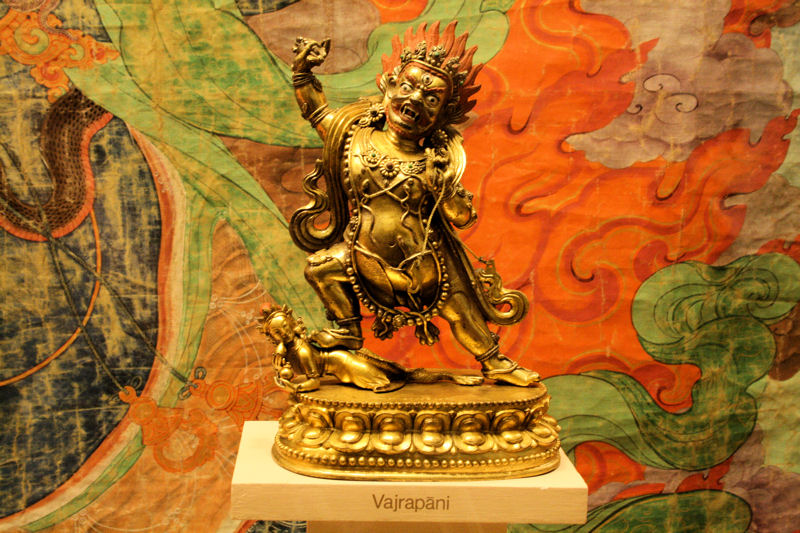
تمثال من منطقة التبت
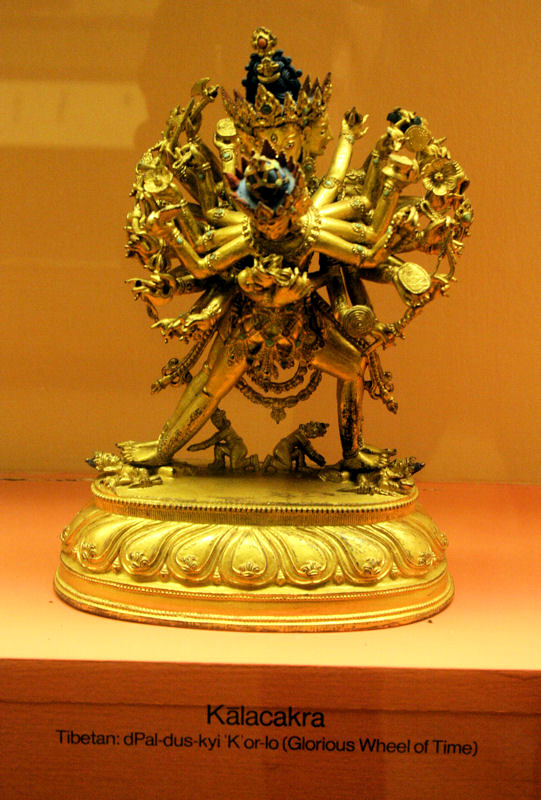
تمثال من منطقة التبت
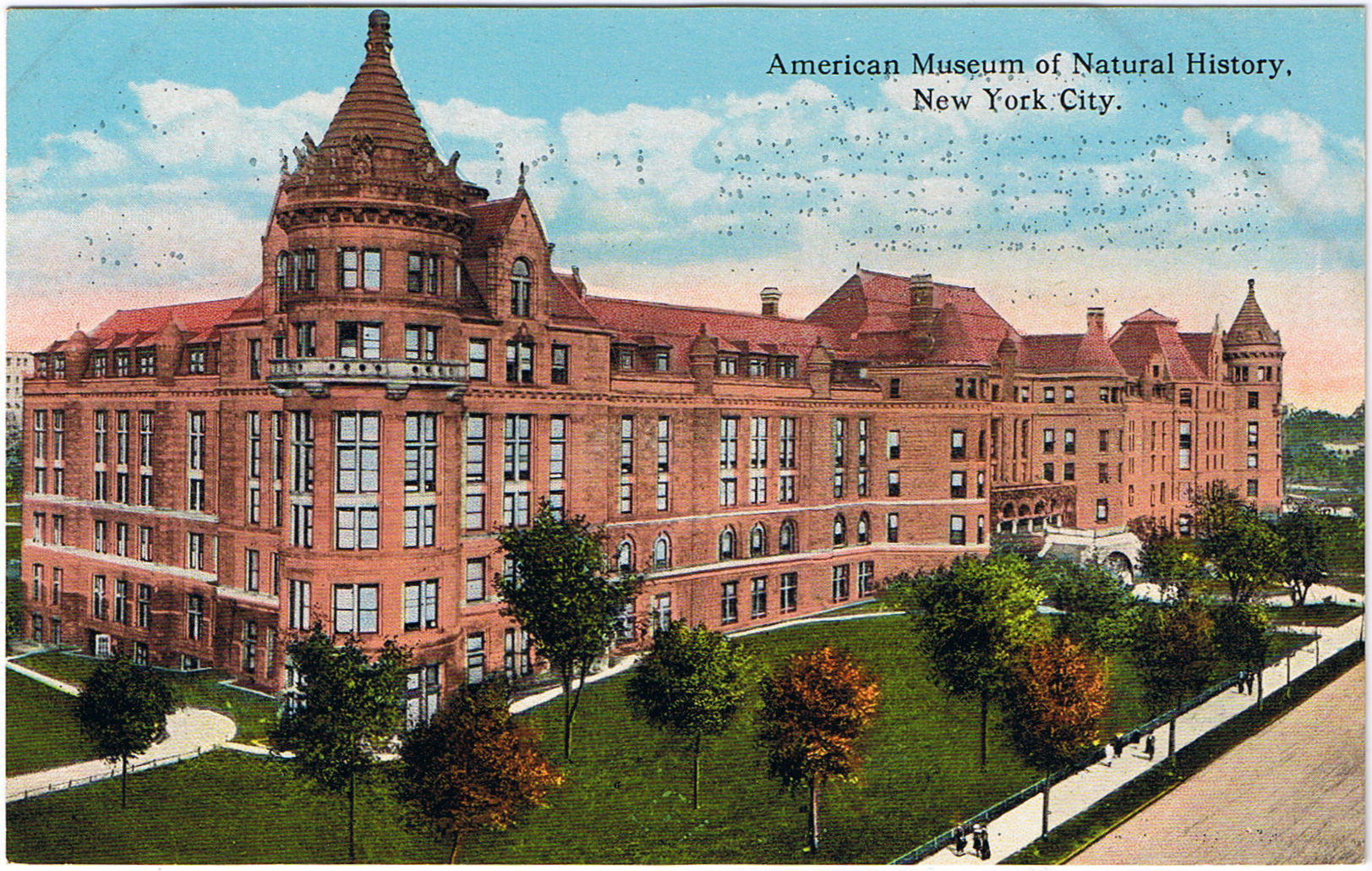
المتحف، في عشرينيات القرن الماضي

## روابط خارجية
- المتحف الأمريكي للتاريخ الطبيعي على موقع الموسوعة البريطانية (الإنجليزية)
- المتحف الأمريكي للتاريخ الطبيعي على موقع ديسكوغز (الإنجليزية)